# 迷える魂を喰らう者
「迷える魂を喰らう者」(Bastion of Broken Souls)はダンジョンズ&ドラゴンズ第3版ロールプレイングゲーム用のアドベンチャーである。

## プロット要約
「迷える魂を喰らう者」の中で、グレート・ワイアーム・ドラゴンのアシャーダロンは力を蓄え、デーモン・プリンスの頭領の一人デモゴルゴンはその計画の中で他の頭と特異の存在になるために、プレイヤーキャラクターはドラゴンを殺して破壊する為に十分な力を得ることになる。

## 出版履歴
「迷える魂を喰らう者」は2002年に出版され、著者はブルース・コーデル、カバーアートはジェフ・イーズリー、本文アートはDavid Roachである。2004年には日本語版が発売された。
ブルース・コーデルは自分がデザインしたデモゴルゴンを使うのは、デモゴルゴンが彼のお気に入りのデーモン・プリンスだからだと示唆した。

## 評判
Pyramidのレビュアーは冒険に「彼らは日常のビジネスに取り掛かるようにパーティーによって攻撃に開きがある」と注記したが、しかしこれはただの攻撃ではなく、「キャラクターが18レベルで攻撃者は9フィートの高さと6本の腕を持つフィーンドで、下半身は蛇で上半身は裸の女性で、とげがある鎖を振り回し複数のループを繰り返す。攻撃が一見、どこからともなく繰り出されるという事実は、理由もなくプレイヤーたちの注目を集める必要があり、彼らは間違いなく質問の答えを作るだろう…」レビュアーはまた冒険がいかなるファンタジー・キャンペーンにするっと入れることができること、そしてパーティーが冒険を達成することができた暁には20レベルを超える経験を得ることになること、従ってen:Epic Level Handbookを使うキャンペーンに適しているであろうことにも注記した。